# ニッキーとパウロ
ニッキー・フェルナンデス（Nikki Fernandez）とパウロ（Paulo, [ˈpaʊluː]）は、ABCのテレビドラマシリーズ『LOST』に登場する架空の人物たちであり、オーシャニック航空815便が南太平洋上の架空の島に墜落した後生存していた40名以上のうちの2人である。アメリカ合衆国の女優のキーリー・サンチェスとブラジルの俳優のロドリゴ・サントロが演じた。
2人は第3シーズンの序盤に初登場した。番組のプロデューサーたちは、番組が飛行機事故生存者のうち約15人ばかりに焦点が当てられ、残りの者たちが何をしているかという疑問に応えるためにニッキーとパウロを創造した。2人は突然番組に登場する形になったため、概ね不評であり、ショーランナーのデイモン・リンデロフは2人がファンから嫌われていることを認めた。結果、同シーズンの後半にニッキーとパウロは死亡したと勘違いされてしまい、ハーリーとソーヤーによって生きたまま埋葬されるという結末を迎えた。

## 作中での動向
ブラジル出身のパウロはアメリカ人のガールフレンドのニッキーと共に悪事を働いていた。パウロはシドニーで裕福なテレビ関係者のハワード・ザッカーマンのもとでシェフとして働いていた。ニッキーはザッカーマンの番組『エクスポゼ』にゲスト出演し、彼を誘惑し、パウロを不快にさせた。2人は共謀してザッカーマンの食事に毒を盛って殺害し、800万ドル相当のダイヤモンドを盗んだ。それから3日後の2004年9月22日、2人はニッキーの故郷のアメリカ合衆国ロサンゼルスに向かうためにオーシャニック航空815便に搭乗した。
2人は飛行機墜落の際にダイヤモンドを失くし、島ではその捜索に多くの時間を費やした。パウロはダイヤモンドを捜索することが2人の関係を続ける唯一の理由であると考えており、墜落から33日後にそれを発見してもニッキーには教えなかった。また彼らはジャングルの探索中、ダーマ・イニシアティブのパール・ステーションを発見するが、ニッキーは関心を持たず、侵入しなかった。パウロは墜落から49日目にパール・ステーションに戻り、そこのトイレの中にダイヤモンドを隠した。その際にパウロは他のものたちが飛行機の生存者の拉致を企てているのを聞いてしまうが、彼はこの情報を誰にも話さなかった
72日目、ニッキーとパウロは他のものたちと通信しようと試みるロックと共にパール・ステーションに向かう。パウロはステーションのトイレに戻り、ダイヤモンドを自分の下着の中に隠した。その後彼らのグループはパール・ステーション付近にミスター・エコーの遺体を埋葬した。
墜落から81日後、ニッキーはパウロがダイヤモンドを隠し持っていたことに気づく。激怒した彼女は刺されると8時間麻痺状態となる毒グモをパウロに向かって放つ。パウロは麻痺状態になりかけると、ダイヤモンドが見つるとニッキーに捨てられると思ったので隠したことを認めた。さらにその後、毒グモはニッキーにも襲いかかり、彼女も麻痺状態となってしまう。2人は他の生存者たちに発見されるが、死亡したと誤解されてしまう。ニッキーとパウロはジェームズ・"ソーヤー"・フォードとヒューゴ・"ハーリー"・レイスによってこの島では価値がないと考えられたダイヤモンドと共に生きたまま埋葬された。それからしばらく経った後、死者の意識を読み取る能力があるマイルズ・ストローメによって「そこで生き埋めにされたニッキーとパウロって馬鹿なカップルが800万ドルのダイヤモンドを抱えている」と触れられている。

## 特徴
パウロは当初好ましからざる人物として描かれており、彼のバックストーリーが明かされる最後の登場エピソードは名誉挽回を望んで執筆された。パウロは多くの時間をゴルフに費やし、他の生存者たちのヒロイックな行動には無関心であった。彼はいつも仲間はずれにされているとニッキーにこぼしていたが、自分からキャンプを支援してその状況を変えようとはしない。彼は探索活動にも参加せず、例えばハーリーが車を発見したときも無関心であった。ニッキーがミスター・エコーを捜索しようとするロックへの同行を申し出た際、パウロは驚いていた。
ニッキーはパウロを巧みに利用し、2人の関係よりもダイヤモンドの方を気にかけていた。墜落後、パウロはニッキーがダイヤモンドを手に入れるために自分を利用しているのではないかと不信感を募らせていた。墜落直後の再会した際にも彼女はすぐにダイヤモンドの居場所を尋ねた。またパウロがもしダイヤモンドを探す必要がなくなった際、自分たちは一緒に居ただろうかという問いかけの返事を避けた。ニッキーを失うのを恐れた行動の結果、2人は死の結末を迎えた。

## 創造
第1シーズンの終盤、脚本家たちは主要ストーリーに絡まない生存者たちは何をやっているのかという疑問に答えるため、そのうちの1人を出すというアイデアを持っていた。その最初の例は数エピソードに登場した後に爆死したレスリー・アルツトであった。当初は女性1人だけがメインストーリーに登場する予定であったが、後にボーイフレンドと同時に登場させることとなった。また当初、ニッキーとパウロは「ストーリーの円弧の点滅を固定させる」という役割であった。しかしながら脚本家たちはキャラクターが不評を買い、また第3シーズンの視聴率が低下していることを受けると、彼らが中心となるエピソードを1話限りにとどめた上でただちに退場させることを決定した。またソーヤーがニッキーとパウロのことを知らなかったため、「ニーナ」、「パブロ」と呼び間違えたり、「お前誰だよ」と聞くなどギャグにされた。後にリンデロフは「我々はファンの反応が出るより1ヶ月前の段階でニッキーとパウロが上手く行かないことを感じていた」と述べた。
ニッキーとパウロは「次なる導き」で初登場するが、当初予定されていた出演箇所は最終的にカットされた。当初の予定はジャックのテントで2人がセックスしているところをクレア・リトルトンが目撃するという内容であった。その代わりにエピソードの終盤でロックが演説をする際に初登場した。

## キャスティング

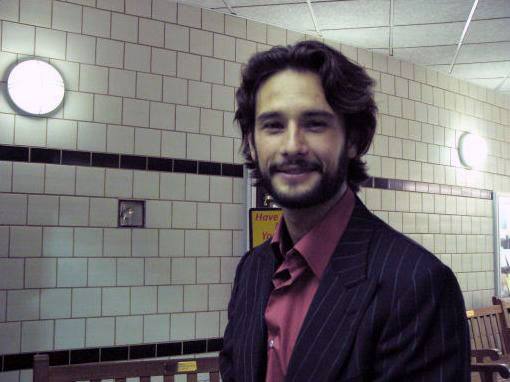
サントロ（2004年・ニューヨーク）。

フランス人とプエルトリコ人のハーフであるキーリー・ミシェル・サンチェスが第3シーズンで6話にわたってニッキーを演じた。彼女は閉所恐怖症に悩みつつ埋葬のシーンを演じた。ロドリゴ・サントロは「ブラジルのトム・クルーズ」や「ブラジルのラッセル・クロウ」として知られており、このパウロ役が初めてのメジャーなアメリカのテレビ作品への出演となった。合計7話に出演したサントロは「1週間で2634ドルから6427ドル」の報酬を受け取ったと報じられた。リンデロフはサントロを「才能ある」と評し、「（母国ブラジルで賞賛されているにもかかわらず）アメリカの視聴者に殆ど知られていないため、『LOST』には最適」と評した。同様の理由でキャスティングされたケースには、「韓国のジュリア・ロバーツ」として知られていたサンファ・クォン役のキム・ユンジンがある。サントロがキャスティングされた理由の1つには彼の体格が都合が良かったことであるが、脚本家たちはそのことを念頭に置いてキャラクターを作り上げず、また彼自身もそれを望まなかったと述べた。サントロはサンチェスと共に働くことを楽しみ、『LOST』の現場への復帰を希望した。

## 評価
「邪だったが破滅した」このキャラクターたちへの反応は他の『LOST』のキャラクターと比べて非常に不評であった。『エンターテインメント・ウィークリー』のジャーナリストの1人は「懺悔」と「コード77」での出演箇所を参照してパウロに「Paulo Poops-a-Lot」というニックネームをつけた。『America Online's TV Squad』ではキャラクターの描写が批判され、また『Maclean's』誌ではキャラクターが「非常に迷惑」と評された。『Television Without Pity』はパウロを「歩くコラテラル・ダメージ」と評した。『TV Guide』は2人を「人間として見るにはあまりにも完璧すぎる見た目である」と評した。2人は『エンターテインメント・ウィークリー』の「史上最も厄介なテレビキャラクター21人」というリストにも含まれた。インタビュー上ではキャラクターが死亡するという噂が流れ、ABC側もそれに言及した。また一部の視聴者は「2人とも殺される」ことを希望し、実現すると喜んだ。死亡エピソードが放送される3ヶ月前にサントロはブラジル版の『ローリング・ストーン』誌のインタビューで第3シーズンの半ばで自身のキャラクターが死亡する可能性があると述べていた。またサンチェスは2007年のABCの番組『Football Wives』に契約し、「殺意に満ちたファム・ファタール」の役割を続けることが困難となった。